# Campanula carnica
Campanula carnica là loài thực vật có hoa trong họ Hoa chuông. Loài này được Schiede ex Mert. & W.D.J.Koch mô tả khoa học đầu tiên năm 1826.